# Pematang Manggis
Pematang Manggis is een bestuurslaag in het regentschap Indragiri Hulu van de provincie Riau, Indonesië. Pematang Manggis telt 764 inwoners (volkstelling 2010).